# Jasmin Lander
Jasmin Lander (født 4. februar 2000 i Hvidovre) er en dansk curler.
Hun repræsenterede for første gang Danmark ved vinter-OL 2022 i Beijing, hvor hun er med som reserve sammen med de øvrige curlingspillere Madeleine Dupont, Denise Dupont,  My Larsen og Mathilde Halse.